# Bassawa
Bassawa este o comună din departamentul Dabakala, regiunea Hambol, Coasta de Fildeș.